# Justine Ijeomah
Justine Ijeomah ist ein nigerianischer Menschenrechtler. Er ist für seinen Einsatz für die Rechte Strafgefangener und von Folteropfern bekannt.

## Leben
Ijeomah stammt aus Port Harcourt. Seine berufliche Laufbahn begann er aus der Motivation heraus, die tägliche Ungerechtigkeit gegenüber einfachen Bürgern auf den Straßen seiner Heimatstadt zu bekämpfen. Diese unmittelbaren Beobachtungen und Erlebnisse prägten seinen Lebensweg und seine Berufung zum Menschenrechtler. Ijeomah ist der Gründer der Human Rights Social Development and Environmental Foundation (HURSDEF), einer Organisation, die sich für die Wahrung der Menschenrechte und soziale Gerechtigkeit im Nigerdelta einsetzt.

## Wirken
Ijeomah setzt sich vehement für die Abschaffung der Todesstrafe ein und betont die Dringlichkeit, die Folter in Nigeria zu kriminalisieren, da sie bereits verfassungswidrig sei. Seit der Gründung von HURSDEF im Jahr 2008 dokumentiert Ijeomah schwerwiegende Menschenrechtsverletzungen wie extralegale Hinrichtungen und das Verschwindenlassen von Personen. Die Arbeit seiner Organisation erstreckt sich auf den Besuch von Polizeistationen und Haftanstalten, wo sie das Risiko von Menschenrechtsverletzungen minimieren und auf Fälle von Folter aufmerksam machen. Ijeomah wurde durch seine Arbeit mehrfach selbst Opfer von Polizeigewalt und Folter und musste aufgrund von Morddrohungen zeitweise untertauchen. Zusätzlich zu seiner Menschenrechtsarbeit betreibt Ijeomah eine wöchentliche Radiosendung Know Your Rights, die zur Schärfung des Bewusstseins und Information der Öffentlichkeit über individuelle Fälle beiträgt.

## Auszeichnungen
Im Jahr 2013 wurde Ijeomah der Per-Anger-Preis für Menschenrechtsverteidiger für seine Bemühungen im Kampf gegen das nigerianische System der Polizeigewalt und die Todesstrafe verliehen.